# Francesca Gregorini
Francesca Gregorini (Roma, 7 de agosto de 1968) es una cantante y directora italoestadounidense.[cita requerida]
Actualmente vive en Los Ángeles, pero nació en Roma en 1968, hija de la exBond girl Barbara Bach y el empresario Augusto Gregorini. Su madre se casó con Ringo Starr en 1981, por lo que es la hijastra del exbeatle.
Siendo lesbiana, se conocen sus diversas relaciones con otras artistas, incluyendo a la actriz australiana Portia de Rossi.  En noviembre de 2011, se difundió ampliamente fotografías de ella besando a la actriz Amber Heard, quien había asumido en 2010 su bisexualidad y la relación con la fotógrafa Tasya van Ree.

## Discografía
- 2003- Sequel[10][11]

## Filmografía
- Tanner Hall - Guion y Dirección con Tatiana von Fürstenberg[1]